# Государственная молодёжная политика в Эстонской Республике
Молодёжная политика (эст. noortepoliitika) Эстонской Республики регулируется «Законом о молодёжной работе», принятым Рийгикогу 17 февраля 1999 года, а также «Стратегией развития молодёжной работы на 2006—2013 годы», разработанной министерством образования и науки ЭР. Вышеупомянутые документы опираются на Белую книгу молодёжной политики Европейского союза (англ. White Paper on Youth), утверждённую Европейской комиссией в 2001 году.

## Организация молодёжной работы
Решения, связанные с организацией государственной молодёжной работы, принимает комиссия по делам культуры, входящая в состав Рийгикогу. Решения, принятые комиссией и Рийгикогу, исполняет Министерство образования и науки (эст. Haridus- ja Teadusministeerium - HTM), которое планирует молодёжную политику Эстонии и организует молодёжную работу. Министерство координирует работу подведомственного учреждения — Центра молодёжной работы Эстонии (эст. Eesti Noorsootöö Keskus - ENTK).
Министра образования и науки консультирует представительный орган — Совет по молодёжной политике. В Совет входят 6 представителей молодёжных объединений, выдвигаемые Союзом молодёжных организаций Эстонии (эст. Eesti Noorteühenduste Liit - ENL), 1 представитель уездных управлений и 1 представитель местных самоуправлений, выдвигаемые Объединением молодёжных работников Эстонии, а также по одному представителю от Министерства образования и науки, Центра молодёжной работы Эстонии, Бюро программы «Молодёжь Европы» в Эстонии.
Согласно «Закону о молодёжной работе» и «Закону об организации местного самоуправления» организация молодёжной работы в местных самоуправлениях является прерогативой местного самоуправления. При этом, местное самоуправление может опираться на помощь некоммерческого сектора.
Молодёжная политика Эстонии подразделяется на 8 основных сфер: специальная работа с молодёжью (работа с группами риска), образование по интересам (деятельность в свободное время в соответствии с учебной программой, также молодёжная работа в школах), распространение информации о молодёжи и для молодёжи, образование (формальное и неформальное образование, переобучение), развивающий и оздоровительный отдых для молодёжи (в том числе деятельность молодёжных лагерей), трудовое воспитание молодёжи, международная молодёжная работа.

## Специальная работа с молодёжью
Специальная работа включает в себя, главным образом, работу по предупреждению преступности среди молодёжи и несовершеннолетних лиц. Координируют эту работу специальные комиссии, созданные при уездных управлениях и местных самоуправлениях. В компетенцию комиссий входит обсуждение каждого правонарушения в отдельности а также поиск мер воздействия на конкретного нарушителя (предупреждение, штрафные санкции, направление в специальное учебное заведение).
В большей части уездов созданы специальные комиссии по предупреждению наркомании среди молодёжи.

## Образование по интересам
Образование по интересам — это работа, проводимая с молодым человеком на основании общегосударственной или внутриинституционной учебной программы с целью обеспечения разностороннего развития его личности.

Деятельность по интересам организуется как на базе открытых молодёжных центров, так и на базе домов культуры, некоммерческих оъединений и регулируется Законом о школах по интересам. По состоянию на 1 марта 2009 года в Эстонии работает 301 школа по интересам (из них: 160 — муниципальные и 141 — частные). По данным Министерства образования и науки в школах по интересам учатся более 48 000 юношей и девушек. Образование по интересам, как правило, финансируется из средств местного самоуправления.

## Распространение информации среди молодёжи
Важными учреждениями в области молодёжной информации и консультирования являются уездные и местные информационно-консультационные центры а также открытые молодёжные центры. Задача данных учреждений — предложить молодым как можно больше информации о возможностях обучения, планировании карьеры, проведения свободного времени как в Эстонии, так и в других странах Европейского союза. Кроме того, регулярно проводятся различные информационные мероприятия, как на республиканском, так и на региональном уровне. Наиболее крупным и значимым событием в области распространения информации для молодёжи является инфоярмарка «Путеводитель» (эст. „Teeviit“).
Издается и периодика, предназначенная как для молодёжи, так и для молодёжных работников. Союз молодёжных организаций Эстонии выпускает ежемесячную газету «Окно» (эст. „Aken“), газета распространяется в открытых молодёжных центрах, библиотеках и учебных заведениях. Коммерческое предприятие OÜ Realister издаёт молодёжную газету TundRuudus, осенью 2008 года запущена и электронная версия этой газеты.
В 2001 году основан Институт Молодёжной Работы Эстонии (эст. Eesti Noorsoo Instituut), в задачи которого входит: проведение исследований и сбор информации о состоянии молодёжной работы в Эстонии; разработка системы мониторинга молодёжной работы; поддержка государственных структур и также общественных организаций в применении информации, полученной в ходе проведенных Институтом исследований, с целью развития молодёжной работы и молодёжной политики Эстонии.

## Обучение, дополнительное обучение и переобучение в области молодёжной работы
Прикладное высшее образование по специальности «молодёжная работа» можно получить в Педагогической Семинарии (Таллин), в Нарвском Колледже Тартуского Университета. Высшее образование по специальности «молодёжная работа в школе» можно получить в Академии Культур Тартуского Университета (Вильянди).
В начале 2002 года рабочая группа при Министерстве образования и науки Эстонской Республики (эст. Haridus- ja Teadusministeerium - HTM) разработала описание специальности «молодёжная работа», целью являлось создание системной базы для развития деятельности по обучению в данной области, были определены необходимые знания и навыки работы для работа по вышеуказанной специальности.

## Оздоровительный и развивающий отдых для молодёжи
В Эстонии работают 28 имеющих разрешение, постоянных молодёжных и детских лагерей. Ежегодно реализуется также множество проектных лагерей, чья деятельность финансируется из средств Европейского Союза. Около 30000 молодых жителей Эстонии ежегодно получают бесплатные путевки в детские и молодёжные лагеря. Центр молодёжной работы Эстонии (эст. Eesti Noorsootöö Keskus - ENTK) координирует и финансирует работы постоянных лагерей, а также регистрирует молодёжные лагеря, работающие в рамках специальных проектов.
Союз школьного спорта Эстонии (эст. Eesti Koolispordi Liit) координирует работу школьных спортивных секций. В школьных спортивных секциях и кружках занимаются в около 23000 молодых людей из 365 школ.

## Трудовое воспитание молодёжи
Цель трудового воспитания молодёжи состоит в том, чтобы улучшить положение молодёжи на рынке труда через методы молодёжной работы путём повышения готовности молодёжи к трудовой занятости. Необходимо применение по возможности разнообразных методов трудового воспитания в зависимости от целевой группы и местных условий. Наиболее распространенный вид деятельности — трудовые отряды, то есть в основном запускаемые летом молодёжные проекты, соединяющие в себе проведение свободного времени и работу. Во многих городах Эстонии приняты свои собственные программы по развитию трудового воспитания в образовательных и молодёжных учреждениях города.
В ряде общеобразовательных школ действуют ученические фирмы (эст. õpilasfirmad), которые призваны благоприятствовать развитию предпринимательского мышления и молодёжи. Программу развития и поддержки ученических фирм Эстонии администрирует Целевое Учреждение Фонд Достижения Молодых Эстонии (эст. SA Junior Achievement Eesti).